# Anders Nordberg
Anders Nordberg (* 17. února 1978, Skien) je norský reprezentant v orientačním běhu, jenž v současnosti žije v Oslo. Jeho největším úspěchem je stříbrná medaile z longu na Mistrovství světa v roce 2008 v Olomouci. V současnosti běhá za norský klub Halden SK.

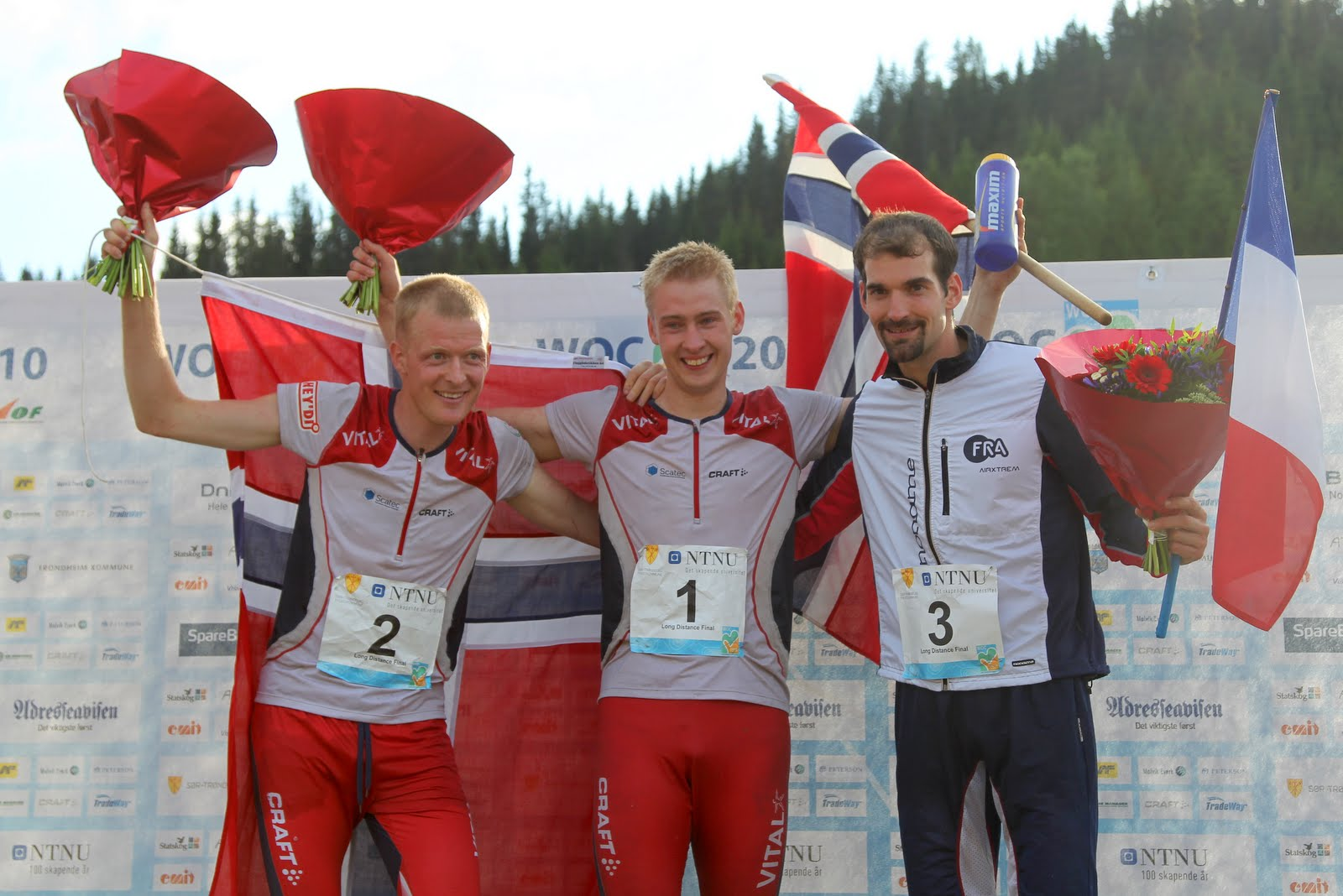
Medailisté z WOC 2010 (zleva: Anders Nordberg, Olav Lundanes, Thierry Gueorgiou)

## Umístění na mistrovství světa a Evropy
- Mistrovství světa 2004 (Švédsko, Västeras) – krátká trať – 3. místo
- Mistrovství světa 2004 (Švédsko, Västeras) – sprint – 11. místo
- Mistrovství světa 2005 (Japonsko, Aichi) – krátká trať – 14. místo
- Mistrovství světa 2006 (Dánsko, Århus) – klasická trať – 11. místo
- Mistrovství světa 2006 (Dánsko, Århus) – krátká trať – 33. místo
- Mistrovství světa 2007 (Ukrajina, Kyjev) – klasická trať – 3. místo
- Mistrovství světa 2008 (Česko, Olomouc) – klasická trať – 2. místo

- Mistrovství Evropy 2004 (Dánsko, Roskilde) – krátká trať – 8. místo
- Mistrovství Evropy 2006 (Estonsko, Otepää) – krátká trať – 19. místo
- Mistrovství Evropy 2006 (Estonsko, Otepää) – dlouhá trať – 8. místo
- Mistrovství Evropy 2008 (Lotyšsko, Ventspils) – klasická trať – 43. místo

- Mistrovství světa juniorů 1996 (Rumunsko, Baile Gavora) – krátká trať – 46. místo
- Mistrovství světa juniorů 1997 (Belgie, Leopoldsburg) – klasická trať – 89. místo
- Mistrovství světa juniorů 1997 (Belgie, Leopoldsburg) – štafety – 4. místo
- Mistrovství světa juniorů 1998 (Francie, Reims) – klasická trať – 12. místo
- Mistrovství světa juniorů 1998 (Francie, Reims) – krátká trať – 21. místo
- Mistrovství světa juniorů 1998 (Francie, Reims) – štafety – 4. místo